# Alessio Corradi
Alessio Corradi (Guastalla, 15 giugno 1976) è un pilota motociclistico italiano ritiratosi dall'attività agonistica, campione europeo della classe Supersport nel 2001.

## Carriera

### Gli inizi
Corradi inizia la sua carriera motociclistica nel 1994. L'anno seguente vince il trofeo Moto Estate nella classe 125. Nel 1997 ottiene qualche punto nell'Europeo classe 125. Tra il 1996 e il 2001, Corradi sale progressivamente di categoria. Sempre nel 2001 vince il titolo Supersport del campionato Europeo Velocità e chiude terzo nel Campionato Italiano Supersport. Lo stesso anno debutta a livello mondiale partecipando ai gran premi di Monza e Misano del campionato mondiale Supersport su una Yamaha YZF R6 del team Italia Alpha Centauri, dove si classifica rispettivamente 10º e 13º.

### Supersport
L'anno seguente partecipa in modo fisso al mondiale Supersport sempre su una Yamaha, disputando tutte le gare e classificandosi 12º in classifica con 56 punti e con due settimi posti a Valencia e Brands Hatch come miglior risultato. Contestualmente al mondiale, chiude quarto nel campionato italiano Supersport vincendo una gara.
Nel 2003 partecipa sempre in modo fisso al mondiale Supersport su Yamaha, e alla gara inaugurale a Valencia ottiene il suo primo podio mondiale conquistando il terzo gradino del podio e facendo registrare anche il giro più veloce in gara. Nel corso del campionato non otterrà altri podi, e chiude la stagione in anticipo a causa di un infortunio rimediato a Imola che lo costringe a saltare la gara finale di Magny-Cours. Si classifica 8º con 68 punti. Nella stessa stagione chiude al terzo posto, vincendo due gare, nel Campionato Italiano Supersport.
L'anno successivo è sempre titolare nel mondiale Supersport ma questa volta in sella ad una Honda CBR 600RR. In quest'annata non ottiene podi ed è costretto un'altra volta a chiudere la stagione anzitempo a causa di un infortunio rimediato stavolta ad Assen. Si classifica 11º con 44 punti.
Nel 2005 disputa inizialmente una prova del campionato mondiale Superbike con la Ducati 999RS del team Pedercini come pilota sostitutivo a Phillip Island, dove si ritira in gara 1 e si piazza 6º in gara 2. In seguito torna nel mondiale Supersport a partire dalla gara di Monza in sella ad una Ducati 749 R. Ad Imola ottiene il suo secondo (e anche ultimo) podio mondiale conquistando il terzo gradino del podio. A fine stagione si classifica 12º con 50 punti. Nella stessa stagione disputa una gara, chiudendola al secondo posto, nel campionato italiano Supersport.
Nel 2006 partecipa a cinque gare del mondiale Supersport come pilota sostitutivo in sella ad una Yamaha, senza però riuscire ad ottenere punti. Nella stessa stagione si classifica quindicesimo nell'italiano Supersport. Nel 2007 partecipa come wild card alla gara di Vallelunga in sella ad una Ducati, classificandosi 17º e non ottenendo così punti validi per il mondiale. Sarà anche la sua ultima apparizione in un mondiale. Nella stessa stagione è settimo nel campionato italiano. Nel 2008 chiude sesto nell'italiano Supersport. Nella stessa categoria è decimo nel 2009.

### Campionato Italiano
Nel 2011 disputa cinque gare del campionato italiano Stock1000 chiudendo sedicesimo. Nel 2012 è pilota titolare nel CIV Stock 1000 dove chiude terzo, e disputa una gara nel CIV Superbike chiudendola al sesto posto. Nel 2013, nel CIV Superbike, in sella ad un'Aprilia è quinto in classifica. Nel triennio 2014-2015-2016 partecipa al Campionato Italiano Velocità, classe Superbike con motociclette BMW. Nel 2018 disputa due gare nel CIV Supersport senza ottenere punti. Nel 2021 prende parte ad una gara, nel CIV Supersport, senza ottenere punti.

## Risultati in carriera

### Campionato mondiale Supersport
| 2001 | Moto   |  |  |  |    |  |  |    |  |  |  |  |  |  | Punti | Pos. |
| ---- | ------ |  |  |  | -- |  |  | -- |  |  |  |  |  |  | ----- | ---- |
| 2001 | Yamaha |  |  |  | 10 |  |  | 13 |  |  |  |  |  |  | 9     | 24º  |

| 2002 | Moto   |   |    |    |    |     |    |    |    |   |   |    |     |  | Punti | Pos. |
| ---- | ------ | - | -- | -- | -- | --- | -- | -- | -- | - | - | -- | --- |  | ----- | ---- |
| 2002 | Yamaha | 7 | 10 | 10 | 11 | Rit | 18 | 11 | 10 | 7 | 8 | 14 | Rit |  | 56    | 12º  |

| 2003 | Moto   |   |   |    |   |     |   |   |    |    |    |  |  |  | Punti | Pos. |
| ---- | ------ | - | - | -- | - | --- | - | - | -- | -- | -- |  |  |  | ----- | ---- |
| 2003 | Yamaha | 3 | 9 | 10 | 8 | Rit | 5 | 7 | 10 | 11 | NP |  |  |  | 68    | 8º   |

| 2004 | Moto  |     |   |   |     |   |   |   |    |  |  |  |  |  | Punti | Pos. |
| ---- | ----- | --- | - | - | --- | - | - | - | -- |  |  |  |  |  | ----- | ---- |
| 2004 | Honda | Rit | 7 | 5 | Rit | 9 | 9 | 6 | NP |  |  |  |  |  | 44    | 11º  |

| 2005 | Moto   |  |  |  |    |   |  |   |   |     |   |   |     |  | Punti | Pos. |
| ---- | ------ |  |  |  | -- | - |  | - | - | --- | - | - | --- |  | ----- | ---- |
| 2005 | Ducati |  |  |  | SQ | 8 |  | 8 | 7 | Rit | 7 | 3 | Rit |  | 50    | 12º  |

| 2006 | Moto   |  |  |  |  |     |    |     |  |  |  |    |     |  | Punti | Pos. |
| ---- | ------ |  |  |  |  | --- | -- | --- |  |  |  | -- | --- |  | ----- | ---- |
| 2006 | Yamaha |  |  |  |  | Rit | 19 | Rit |  |  |  | 19 | Rit |  | 0     |      |

| 2007 | Moto   |  |  |  |  |  |  |  |  |  |  |  |    |  | Punti | Pos. |
| ---- | ------ |  |  |  |  |  |  |  |  |  |  |  | -- |  | ----- | ---- |
| 2007 | Ducati |  |  |  |  |  |  |  |  |  |  |  | 17 |  | 0     |      |

| Legenda | 1º posto        | 2º posto            | 3º posto           | A punti      | Senza punti        | Grassetto – Pole position Corsivo – Giro più veloce |
| Legenda | Gara non valida | Non qual./Non part. | Ritirato/Non class | Squalificato | '-' Dato non disp. | Grassetto – Pole position Corsivo – Giro più veloce |

### Campionato mondiale Superbike
| 2005 | Moto   |  |  |     |   |  |  |  |  |  |  |  |  |  |  |  |  |  |  |  |  |  |  |  |  |  |  | Punti | Pos. |
| ---- | ------ |  |  | --- | - |  |  |  |  |  |  |  |  |  |  |  |  |  |  |  |  |  |  |  |  |  |  | ----- | ---- |
| 2005 | Ducati |  |  | Rit | 6 |  |  |  |  |  |  |  |  |  |  |  |  |  |  |  |  |  |  |  |  |  |  | 10    | 25º  |

| Legenda | 1º posto        | 2º posto            | 3º posto           | A punti      | Senza punti        | Grassetto – Pole position Corsivo – Giro più veloce |
| Legenda | Gara non valida | Non qual./Non part. | Ritirato/Non class | Squalificato | '-' Dato non disp. | Grassetto – Pole position Corsivo – Giro più veloce |